# Connomyia punctata
Connomyia punctata là một loài ruồi trong họ Asilidae. Connomyia punctata được Engel miêu tả năm 1932.